# Diecezja Bengbu
Diecezja Bengbu (łac. Dioecesis Pampuvensis, chiń. 天主教蚌埠教区) – rzymskokatolicka diecezja ze stolicą w Bengbu, w prowincji Anhui, w Chińskiej Republice Ludowej. Biskupstwo jest sufraganią archidiecezji Anqing.
W Kościele oficjalnym na 70 000 katolików w prowincji Anhui 50 000 mieszka w Bengbu lub w okolicach.

## Historia
21 lutego 1929 papież Pius XI brewe Ea quae catholicae erygował wikariat apostolski Bengbu. Dotychczas wierni z tych terenów należeli do wikariatu apostolskiego Wuhu (obecnie diecezja Wuhu).
W wyniku reorganizacji chińskich struktur kościelnych dokonanych przez Piusa XII 11 kwietnia 1946 wikariat apostolski Bengbu został podniesiony do rangi diecezji.
Z 1950 pochodzą ostatnie pełne, oficjalne kościelne statystyki. Diecezja Bengbu liczyła wtedy:
- 64 334 wiernych (0,7% społeczeństwa)
- 45 kapłanów (4 diecezjalnych i 41 zakonnych)
- 21 sióstr i 15 braci zakonnych
- 23 parafie.

Od zwycięstwa komunistów w chińskiej wojnie domowej w 1949 diecezja, podobnie jak cały prześladowany Kościół katolicki w Chinach, nie może normalnie działać. W 1958 Patriotyczne Stowarzyszenie Katolików Chińskich mianowało w Bengbu swojego ordynariusza. Przyjął on sakrę bez zgody papieża zaciągając na siebie ekskomunikę latae sententiae.
Kolejnym biskupem został w 1986 Joseph Zhu Huayu. Był on uznawany przez rząd w Pekinie. Brak informacji czy za legalnego ordynariusza uznawała go Stolica Apostolska.
W 2001 Patriotyczne Stowarzyszenie Katolików Chińskich połączyło wszystkie jednostki kościelne w prowincji Anhui (czyli archidiecezję Anqing, jej sufraganie diecezje Bengbu i Wuhu oraz prefekturę apostolską Tunxi). W ich miejsce powstała diecezja Anhui obejmująca swym zasięgiem całą prowincję. Stolica Apostolska nie uznała tej decyzji. Dokonany przez papieży podział administracyjny zachowuje Kościół podziemny.

## Ordynariusze

### Wikariusze apostolscy
- Tommaso Berutti SI[6] (1929 - 1933)
- Cipriano Cassini SI[6] (1937 - 1946)

### Biskupi
- Cipriano Cassini SI (1946 - 1951)
- sede vacante (być może urząd sprawował biskup(i) Kościoła podziemnego) (1951 - 1986)
- Joseph Zhu Huayu (1986 - 2001) od 1997 także administrator Anqingu i Wuhu, następnie arcybiskup Anqingu
- sede vacante (2001 - nadal)

### Antybiskup
Ordynariusz mianowany przez Patriotyczne Stowarzyszenie Katolików Chińskich nieposiadający mandatu papieskiego:
- Zhou Yizhai (1958 – 1983).